# Корабел (мікрорайон, Херсон)
Корабе́л — мікрорайон у складі Корабельного району міста Херсона.

## Історія
Мікрорайон заснований 25 січня 1970 року. Розташований на Карантинному острові на заході міста, з іншою частиною міста сполучений трьома мостами через річку Кошову.
2 серпня 2025 року окупанти атакували з авіації Херсон, ворог скинув на місто дві керовані авіабомби. Внаслідок атаки пошкоджено автомобільний міст, що веде до мікрорайону «Корабел». Крім цього, понівечено три приватні будинки та багатоповерхівку.

## Промисловість
У мікрорайоні Корабел зосереджені переважно машинобудівні підприємства:
- Суднобудівний завод;
- Судноремонтний завод «Комінтерн»;
- Докобудівний завод «Паллада»;
- Завод ім. Куйбишева.

## Соціальна сфера
В мікрорайоні діють три загальноосвітні навчальні заклади, п'ять дитячих садків. На території мікрорайону розміщується Гідропарк із зоокуточком.